# Gija Kančeli
Gija Alexandrovič Kančeli (gruzínsky გია ყანჩელი, rusky Ги́я Алекса́ндрович Канче́ли, anglicky Giya Alexandrovich Kancheli, 10. srpna 1935, Tbilisi – 2. října 2019) byl gruzínský hudební skladatel žijící v Belgii. Je především představitelem moderní klasické hudby (minimalismus, duchovní minimalismus), ale také scénické a filmové hudby. Dříve komponoval i šansony a pop.

## Život
Pocházel z rodiny lékaře. Původně začal studovat geologii na univerzitě v Tbilisi, ale později přešel na tbiliskou konzervatoř, kterou vystudoval v letech 1959–1963 (prof. Iona Tuskia). Poté se živil jako skladatel filmové a scénické hudby, většinou na volné noze. V roce 1970 byl jmenován hudebním ředitelem Státního akademického divadla opery a baletu v Tbilisi. Po vypuknutí konfliktu mezi Gruzií a Ruskem na přelomu 80. a 90. let Kančeli emigroval. Nejprve přesídlil do Německa, později do belgických Antverp. Exil byl také zlomem v procesu jeho mezinárodního docenění.

## Dílo
Končeli napsal přes tři sta skladeb. Jádro tvorby leží v jeho sedmi dokončených symfoniích. Na rozdíl od tradičně chápaného makrocelku symfonické řady, kdy mezi sebou jednotlivé symfonie komunikují svou rozdílností, odlišným zaměřením, případně kontrastním obsazením, Kančeliho symfonie jsou neseny v duchu stylové jednoty a redukce kontrastu mezi nimi – při prvním poslechu jsou jedna od druhé takřka k nerozeznání. Kontrast se naopak maximálně projevuje v mikroformě jako hlavní výrazový prvek jeho kompoziční techniky: obrovské masy zvuku jsou bez přechodů střídány maximálně ztišenými, často jednohlasými pasážemi.

### Symfonie
Kančeliho hudba je v symfonických dílech většinou modální, z atonálních kompozičních technik si autor bere pouze prostředky pro ozvláštnění výrazu a témbru. Kančeliho symfonie jsou ukázkou duchovně orientované postmoderní tvorby postsovětských autorů, jakými jsou například Alfred Schnittke, Sofia Gubajdulina anebo Valentin Silvestrov.
- Symfonie č. 1 byla dokončena roku 1967.
- Symfonie č. 2 je z roku 1970. V obou kritika nacházela zejména vliv ruského skladatele Igora Stravinského a tradiční gruzínské duchovní hudby. Především je v nich však možno sledovat vliv Dmitrije Šostakoviče, případně Arama Chačaturjana.
- Symfonii č. 3 dokončil Kancheli v roce 1973, je psána pro dětský hlas a velký orchestr, přičemž zpěvák je po celou dobu symfonie odkázán pouze na jednoduchý pětitónový motivek.
- Za symfonii č. 4, In memoria di Michelangelo, připomínající 400 let od narození Michelangela, získal Kančeli roku 1976 Státní cenu SSSR.
- Symfonie č. 5, dokončená roku 1977 pokračuje ve zvukovém světě Čtvrté symfonie jako její pandán. Kontrastnost jejich ploch a střihová technika připomíná chvílemi filmovou hudbu. Kancheli ostatně napsal hudbu k více než 30 sovětským filmům.
- Symfonie č. 6 z roku 1979 je považována za hudební protest proti útlaku lidského ducha a za hledání vyšší duchovní síly. Je vrcholnou Kančeliho symfonií.
- Symfonii č. 7, nazvanou Epilog, dokončil autor v roce 1986, formálně je pozoruhodná absencí reprízy v tématech – ta se střídají od začátku do konce bez jakéhokoliv náznaku návratu.

### Jiné skladby
Kančeli v pozdějších letech napsal rovněž řadu symfonických básní, vesměs vydávaných vydavatelstvím ECM v Mnichově, další komorní hudbu a jednu operu.

### Filmová hudba
Kančeli psal hudbu k filmům, a také jeho orchestrální díla jsou využívána ve filmu. Kromě deseti gruzínských filmů se objevuje také ve filmu Amputace ukrajinských režisérů Igora Pomeranceva a Charkov Lydie Starodubcevové (2017).

## Ocenění
- 1980 Národní umělec Gruzie
- 1986 Státní cena SSSR
- 1988 Národní umělec SSSR
- 2008 Wolfova cena za umění

## Hodnocení
Encyklopedie Contemporary Musicians ho roku 2003 označila za „nejdůležitějšího gruzínského skladatele posledních padesáti let, a jednoho z nejvýznamnějších světových skladatelů minulého století,“ jehož „bohatě strukturovaná hudba je prostoupena vlivy gruzínské lidové hudby, amerického jazzu a ruských skladatelů dvacátého století.“